# Hymenoscyphus albidus

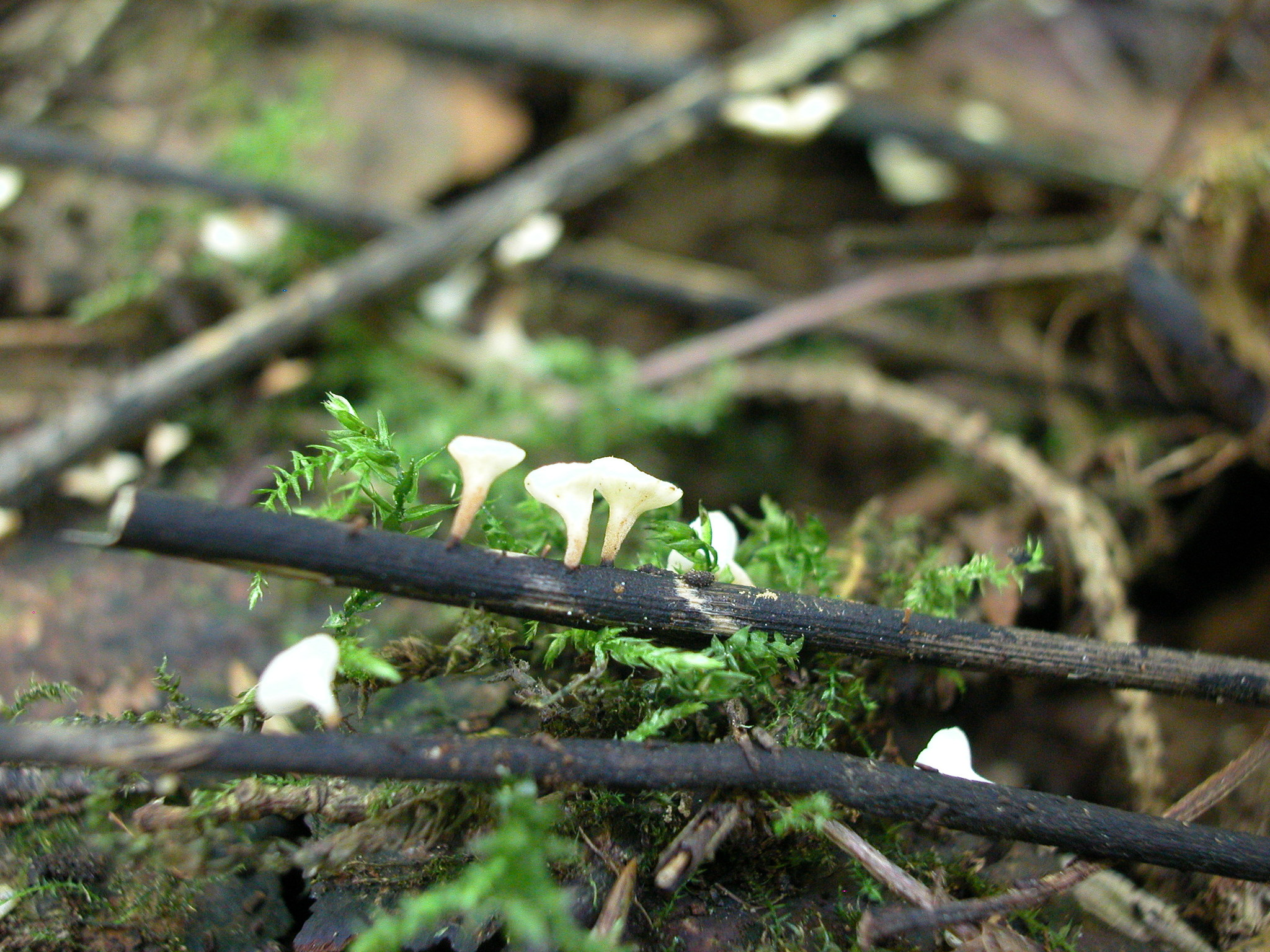

Hymenoscyphus albidus (Gillet) W. Phillips – gatunek grzybów z rodziny tocznikowatych (Helotiaceae).

## Systematyka i nazewnictwo
Pozycja w klasyfikacji według Index Fungorum: Hymenoscyphus, Helotiaceae, Helotiales, Leotiomycetidae, Leotiomycetes, Pezizomycotina, Ascomycota, Fungi.
Po raz pierwszy takson ten opisał w 1881 r. Claude-Casimir Gillet nadając mu nazwę Phialea albida. Obecną, uznaną przez Index Fungorum nazwę nadał mu w 1887 r. William Phillips.
Ma 13 synonimów. Niektóre z nich:
- Helotium robergei Dennis 1956
- Lambertella albida (Gillet) Korf 1982
- Lanzia albida (Gillet) S.E. Carp. 1981[2].

## Morfologia
Owocniki
Typu apotecjum, powstające w obrębie czarnych plam na porażonych ogonkach liściowych roślin, w górnej części mezofilu i zniszczonej skórki. Powstają w rozproszeniu lub po 2–4 i w trakcie dojrzewania przebijają się ponad skórkę. Mają średnicę do 2 mm, kształt płytkiego kielicha na krótkim trzonku, z brzegiem nieco wystającym ponad powierzchnię hymenium. Górna powierzchnia w stanie świeżym o barwie od białej do kości słoniowej lub jasnokremowej, po wyschnięciu płowożółta lub blado żółtobrązowa, dolna powierzchnia gładka lub delikatnie puszysta. Trzon o długości do około 2 mm długości i średnicy 500–750 µm, nieco powiększony i poczerniały u podstawy z powodu częściowego pokrycia przez tkankę naskórka żywiciela.
Cechy mikroskopowe
Ściana złożona ze strzępek o średnicy 4–6 µm, ułożonych prawie równolegle do powierzchni, czasem wystających w postaci krótkich, tępych włosków o długości 10–15 i średnicy 2 µm. Trzon złożony z gęsto upakowanych równoległych strzępek o średnicy 3–4 µm. Parafizy obfite, proste, nierozgałęzione, o średnicy 3–4 µm, z nieco powiększonymi wierzchołkami, zwykle 3-przegrodowe, nie zanurzone w żelu. Worki 60–90(–95) x 7,3–9,8 µm, cylindryczne do cylindryczno-maczugowatych, bez pastorałek, cienkościenne, z krótką szypułką, tępym wierzchołkiem z małym pierścieniem wierzchołkowym, 8-zarodnikowe, amyloidalne. Askospory ułożone ukośnie w jednym szeregu (13,1–)14–17(–18,5), cylindryczne do cylindryczno-elipsoidalnych, z wierzchołkami często z niewielkim ekscentrycznym przedłużeniem, nieco nierównobocznm, przy podstawie lekko zwężające się, dość cienkościenne, bezprzegrodowe, czasem bladobrązowe, bez galaretowatej otoczki, w stanie świeżym z ziarnistą zawartością.

## Występowanie i siedlisko
Podano stanowiska Hymenoscyphus albidus w wielu krajach Europy, w Japonii i w jednym miejscu przy zachodnim wybrzeżu Ameryki Północnej. W Polsce M.A. Chmiel w 2006 r. przytoczyła kilka stanowisk. Nowe stanowiska podano także w latach następnych.
Grzyb saprotroficzny i słaby pasożyt. Występuje na ogonkach opadłych liści jesionu (Fraxinus). Często występuje z Hymenoscyphus fraxineus, który jest groźnym patogenem jesionów. H. albidus pojawia się w sezonie wegetacyjnym około 1–2 miesiące później od niego, może wywoływać nekrozę liści jesionu, ale ze względu na niską presję infekcyjną najpierw zachodzi ona w tkankach już osłabionych jesiennym starzeniem.